# 1978年の日本シリーズ
1978年の日本シリーズ（1978ねんのにほんシリーズ、1978ねんのにっぽんシリーズ）は、1978年（昭和53年）10月14日から10月22日まで行われたセ・リーグ優勝チームのヤクルトスワローズとパ・リーグ優勝チームの阪急ブレーブスによる29回目のプロ野球日本選手権シリーズである。

## 概要
1978年の日本シリーズは、前年までシリーズ3連覇を成し遂げて黄金時代を迎えていた阪急と、広岡達朗監督の下で初出場を果たしたヤクルトの顔合わせとなった。戦前の下馬評では阪急圧倒的有利とされていたが、シリーズ開幕直前、阪急の絶対的ストッパーの山口高志が腰痛により登板できなくなったことで雲行きが急変。切り札を欠いた阪急は、好調ヤクルト打線とがっぷり四つの打ち合いを余儀なくされた。最終的にはヤクルトが4勝3敗で阪急を下し球団創設初の日本一に輝いた。MVPはシリーズ7戦を通じて3割1分、4本塁打、10打点を挙げた大杉勝男が選ばれた。
なお、ヤクルトは本拠地の明治神宮野球場が大学野球と開催日が重複していたため、日本シリーズのナイター開催またはその逆で大学野球のナイター開催を双方が提案したが折り合いが付かず、主管試合は全て後楽園球場での開催となった。

## 試合結果
| 日付                               | 試合   | ビジター球団（先攻） | スコア | ホーム球団（後攻） | 開催球場     |
| ---------------------------------- | ------ | -------------------- | ------ | ------------------ | ------------ |
| 10月14日（土）                     | 第1戦  | 阪急ブレーブス       | 6 - 5  | ヤクルトスワローズ | 後楽園球場   |
| 10月15日（日）                     | 第2戦  | 阪急ブレーブス       | 6 - 10 | ヤクルトスワローズ | 後楽園球場   |
| 10月16日（月）                     | 移動日 | 移動日               | 移動日 | 移動日             | 移動日       |
| 10月17日（火）                     | 第3戦  | ヤクルトスワローズ   | 0 - 5  | 阪急ブレーブス     | 阪急西宮球場 |
| 10月18日（水）                     | 第4戦  | ヤクルトスワローズ   | 6 - 5  | 阪急ブレーブス     | 阪急西宮球場 |
| 10月19日（木）                     | 第5戦  | ヤクルトスワローズ   | 7 - 3  | 阪急ブレーブス     | 阪急西宮球場 |
| 10月20日（金）                     | 移動日 | 移動日               | 移動日 | 移動日             | 移動日       |
| 10月21日（土）                     | 第6戦  | 阪急ブレーブス       | 12 - 3 | ヤクルトスワローズ | 後楽園球場   |
| 10月22日（日）                     | 第7戦  | 阪急ブレーブス       | 0 - 4  | ヤクルトスワローズ | 後楽園球場   |
| 優勝：ヤクルトスワローズ（初優勝） |        |                      |        |                    |              |

### 第1戦
10月14日：後楽園球場（入場者：34,218人）
|          | 1 | 2 | 3 | 4 | 5 | 6 | 7 | 8 | 9 | R | H  | E |
| -------- | - | - | - | - | - | - | - | - | - | - | -- | - |
| 阪急     | 0 | 1 | 0 | 0 | 1 | 0 | 0 | 4 | 0 | 6 | 10 | 2 |
| ヤクルト | 0 | 0 | 1 | 0 | 1 | 2 | 1 | 0 | 0 | 5 | 10 | 1 |

1. 急：山田（9回）
2. ヤ：安田（7回1/3）、井原（0回2/3）、梶間（1回）
3. 勝利：山田（1勝）
4. 敗戦：安田（1敗）
5. 本塁打
急：高井1号ソロ（5回・安田）、河村1号2ラン（8回・安田）
ヤ：船田1号ソロ（5回・山田）、マニエル1号ソロ（6回・山田）、大矢1号ソロ（6回・山田）
6. 審判
［球審］岡田和
［塁審］斎田（一）、富澤（二）、藤本（三）
［外審］山本文（左）、久保山（右）
7. 試合時間：2時間51分

| 阪急 | 阪急 | 阪急           |
| 打順 | 守備 | 選手           |
| ---- | ---- | -------------- |
| 1    | [中] | 福本豊         |
| 2    | [左] | 簑田浩二       |
| 3    | [一] | 高井保弘       |
|      | 一   | 大隅正人       |
| 4    | [二] | B.マルカーノ   |
| 5    | [三] | 島谷金二       |
| 6    | [右] | B.ウイリアムス |
| 7    | [捕] | 中沢伸二       |
|      | 打   | 河村健一郎     |
|      | 捕   | 宇野輝幸       |
| 8    | [遊] | 大橋穣         |
| 9    | [投] | 山田久志       |

| ヤクルト | ヤクルト | ヤクルト   |
| 打順     | 守備     | 選手       |
| -------- | -------- | ---------- |
| 1        | [二]     | D.ヒルトン |
| 2        | [三]     | 船田和英   |
| 3        | [中]     | 若松勉     |
| 4        | [一]     | 大杉勝男   |
| 5        | [右]     | C.マニエル |
| 6        | [左]     | 杉浦亨     |
| 7        | [捕]     | 大矢明彦   |
| 8        | [遊]     | 水谷新太郎 |
| 9        | [投]     | 安田猛     |
|          | 投       | 井原慎一朗 |
|          | 打       | 福富邦夫   |
|          | 投       | 梶間健一   |

阪急は2回表、山田の適時打で1点を先制。しかしヤクルトは3回裏、船田和英の犠飛で同点。5回表、阪急は高井保弘のソロ本塁打で勝ち越すが、すかさずその裏に船田のソロ本塁打でヤクルトが追いつく。さらに6回、ヤクルトはチャーリー・マニエルと大矢明彦の本塁打で2点を勝ち越し、7回にも杉浦亨の適時打で5-2とした。
阪急は、8回表、島谷金二の2点適時打のあと、代打の河村健一郎の2ラン本塁打で6-5と逆転。山田は10安打を打たれながらも踏ん張り、9回裏の二死満塁のピンチも杉浦に11球投じた末に二邪飛に打ち取った。投球数169球は延長戦を除きシリーズ最多記録（延長戦では1975年の第4戦で外木場義郎が13イニング、200球を記録）。杉浦享は「シリーズ前は『勝てるわけねぇだろう』と思っていたけど…。負けはしたけど、相手エースの山田久志さんから5点を奪って『ひょっとしたら?』という思いになりました」と述べている。
公式記録関係（日本野球機構ページ）

### 第2戦
10月15日：後楽園球場（入場者：39,406人）
|          | 1 | 2 | 3 | 4 | 5 | 6 | 7 | 8 | 9 | R  | H  | E |
| -------- | - | - | - | - | - | - | - | - | - | -- | -- | - |
| 阪急     | 1 | 0 | 0 | 1 | 0 | 0 | 3 | 0 | 1 | 6  | 14 | 0 |
| ヤクルト | 0 | 2 | 4 | 1 | 0 | 2 | 0 | 1 | X | 10 | 11 | 1 |

1. 急：今井（3回）、三枝（3回）、稲葉（2回）
2. ヤ：松岡（6回1/3）、井原（2回2/3）
3. 勝利：松岡（1勝）
4. 敗戦：今井（1敗）
5. 本塁打
急：福本1号ソロ（1回・松岡）、マルカーノ1号3ラン（7回・松岡）
ヤ：マニエル2号2ラン（2回・今井）、角1号ソロ（6回・三枝）、大杉1号ソロ（8回・稲葉）
6. 審判
［球審］久保山
［塁審］山本文（一）、斎田（二）、富澤（三）
［外審］前川（左）、谷村（右）
7. 試合時間：3時間41分

| 阪急 | 阪急   | 阪急           |
| 打順 | 守備   | 選手           |
| ---- | ------ | -------------- |
| 1    | [中]   | 福本豊         |
| 2    | [左]右 | 簑田浩二       |
| 3    | [一]   | 高井保弘       |
|      | 一     | 大隅正人       |
| 4    | [二]   | B.マルカーノ   |
| 5    | [三]   | 島谷金二       |
| 6    | [右]   | B.ウイリアムス |
|      | 投     | 稲葉光雄       |
|      | 打     | 藤井栄治       |
|      | 走     | 平林二郎       |
| 7    | [捕]   | 中沢伸二       |
|      | 打     | 加藤秀司       |
|      | 捕     | 宇野輝幸       |
|      | 打捕   | 河村健一郎     |
|      | 走     | 笹本信二       |
| 8    | [遊]   | 大橋穣         |
| 9    | [投]   | 今井雄太郎     |
|      | 打     | 長池徳二       |
|      | 走投   | 三枝規悦       |
|      | 左     | 大熊忠義       |

| ヤクルト | ヤクルト | ヤクルト   |
| 打順     | 守備     | 選手       |
| -------- | -------- | ---------- |
| 1        | [二]     | D.ヒルトン |
| 2        | [三]     | 船田和英   |
|          | 三       | 角富士夫   |
| 3        | [中]     | 若松勉     |
| 4        | [一]     | 大杉勝男   |
| 5        | [右]     | C.マニエル |
|          | 右       | 青木実     |
| 6        | [左]     | 杉浦亨     |
| 7        | [捕]     | 大矢明彦   |
| 8        | [遊]     | 水谷新太郎 |
| 9        | [投]     | 松岡弘     |
|          | 投       | 井原慎一朗 |

1回表に阪急は福本豊の先頭打者本塁打で先制。しかしヤクルトは2回裏にマニエルの2試合連続となる2ラン本塁打で逆転。ヤクルトは3回裏に右中間方向に5安打を浴びせ4点を奪い今井雄をKO。4回に両軍1点ずつ追加のあと、6回裏にヤクルトは途中出場の角富士夫が三枝規悦からソロ本塁打、さらに大杉勝男の適時打で9-2と突き放す。一方阪急は7回表、今一つ調子に乗れない松岡に対しボビー・マルカーノが追撃の3ラン本塁打を放ち、松岡をKO。広岡監督は「あれだけ点をもらったのだから“任せておけ”というピッチングをしてほしい」とふがいないエースを嘆いた。しかし8回裏に大杉のソロ本塁打で得点を2ケタとしたヤクルトは、2番手の井原慎一朗が9回表のピンチを1点に抑え逃げ切った。
翌日の移動日の練習で阪急の山口高志が腰痛を発症したとして戦線離脱。佐藤義則も肘痛で欠いていた阪急の投手陣は一気に苦しくなる。
公式記録関係（日本野球機構ページ）

### 第3戦
10月17日：阪急西宮球場（入場者：20,296人）
|          | 1 | 2 | 3 | 4 | 5 | 6 | 7 | 8 | 9 | R | H | E |
| -------- | - | - | - | - | - | - | - | - | - | - | - | - |
| ヤクルト | 0 | 0 | 0 | 0 | 0 | 0 | 0 | 0 | 0 | 0 | 3 | 1 |
| 阪急     | 1 | 0 | 1 | 1 | 0 | 0 | 2 | 0 | X | 5 | 6 | 1 |

1. ヤ：鈴木康（5回）、西井（2回）、小林（1回）
2. 急：足立（9回）
3. 勝利：足立（1勝）
4. 敗戦：鈴木康（1敗）
5. 審判
［球審］谷村
［塁審］前川（一）、山本文（二）、斎田（三）
［外審］岡田和（左）、藤本（右）
6. 試合時間：2時間29分

| ヤクルト | ヤクルト | ヤクルト   |
| 打順     | 守備     | 選手       |
| -------- | -------- | ---------- |
| 1        | [二]     | D.ヒルトン |
| 2        | [三]     | 角富士夫   |
| 3        | [中]     | 若松勉     |
| 4        | [一]     | 大杉勝男   |
| 5        | [右]     | C.マニエル |
| 6        | [左]     | 杉浦亨     |
| 7        | [捕]     | 大矢明彦   |
|          | 打       | 福富邦夫   |
|          | 捕       | 八重樫幸雄 |
| 8        | [遊]     | 水谷新太郎 |
| 9        | [投]     | 鈴木康二朗 |
|          | 打       | 山下慶徳   |
|          | 投       | 西井哲夫   |
|          | 打       | 永尾泰憲   |
|          | 投       | 小林国男   |

| 阪急 | 阪急 | 阪急           |
| 打順 | 守備 | 選手           |
| ---- | ---- | -------------- |
| 1    | [中] | 福本豊         |
| 2    | [左] | 簑田浩二       |
| 3    | [一] | 加藤秀司       |
|      | 打   | 高井保弘       |
|      | 一   | 大隅正人       |
| 4    | [二] | B.マルカーノ   |
| 5    | [三] | 島谷金二       |
| 6    | [右] | B.ウイリアムス |
| 7    | [捕] | 中沢伸二       |
| 8    | [遊] | 大橋穣         |
| 9    | [投] | 足立光宏       |

1回裏に加藤秀司の二ゴロで阪急が先制、さらに3回にも加藤の中前打で1点追加。いずれも福本の盗塁が絡んでの得点だった。4回にも島谷の適時打で3-0とし、7回にも中沢の2点適時打で突き放した。ひざの故障でシーズン後半を棒に振った足立だったが、この試合は5回1死までパーフェクト、許した安打はわずか3本と完璧な出来。圧巻は9回表で、角、若松、大杉をいずれも投ゴロに打ち取り、前年のシリーズ第2戦に続いて2試合連続完封（日本シリーズタイ記録）。1976年の第7戦から続くシリーズ連続無失点記録を21イニングに伸ばした。
公式記録関係（日本野球機構ページ）

### 第4戦
10月18日：阪急西宮球場（入場者：20,456人）
|          | 1 | 2 | 3 | 4 | 5 | 6 | 7 | 8 | 9 | R | H  | E |
| -------- | - | - | - | - | - | - | - | - | - | - | -- | - |
| ヤクルト | 0 | 0 | 0 | 0 | 0 | 4 | 0 | 0 | 2 | 6 | 11 | 2 |
| 阪急     | 1 | 3 | 0 | 0 | 1 | 0 | 0 | 0 | 0 | 5 | 11 | 2 |

1. ヤ：安田（1回2/3）、井原（3回1/3）、梶間（1回）、西井（2回）、松岡（1回）
2. 急：今井（9回）
3. 勝利：西井（1勝）
4. セーブ：松岡（1勝1S）
5. 敗戦：今井（2敗）
6. 本塁打
ヤ：ヒルトン1号2ラン（9回・今井）
7. 審判
［球審］藤本
［塁審］岡田和（一）、前川（二）、山本文（三）
［外審］久保山（左）、富澤（右）
8. 試合時間：3時間12分

| ヤクルト | ヤクルト | ヤクルト   |
| 打順     | 守備     | 選手       |
| -------- | -------- | ---------- |
| 1        | [二]     | D.ヒルトン |
| 2        | [三]     | 船田和英   |
| 3        | [中]     | 若松勉     |
| 4        | [一]     | 大杉勝男   |
| 5        | [右]     | C.マニエル |
|          | 走右     | 青木実     |
| 6        | [左]     | 杉浦亨     |
| 7        | [捕]     | 大矢明彦   |
| 8        | [遊]     | 水谷新太郎 |
| 9        | [投]     | 安田猛     |
|          | 投       | 井原慎一朗 |
|          | 打       | 永尾泰憲   |
|          | 投       | 梶間健一   |
|          | 打       | 福富邦夫   |
|          | 投       | 西井哲夫   |
|          | 打       | 伊勢孝夫   |
|          | 走       | 渡辺進     |
|          | 投       | 松岡弘     |

| 阪急 | 阪急 | 阪急           |
| 打順 | 守備 | 選手           |
| ---- | ---- | -------------- |
| 1    | [中] | 福本豊         |
| 2    | [左] | 簑田浩二       |
| 3    | [一] | 高井保弘       |
|      | 一   | 大隅正人       |
| 4    | [二] | B.マルカーノ   |
| 5    | [三] | 島谷金二       |
| 6    | [右] | B.ウイリアムス |
| 7    | [捕] | 中沢伸二       |
| 8    | [遊] | 大橋穣         |
| 9    | [投] | 今井雄太郎     |
|      | 打   | 河村健一郎     |
|      | 走   | 井上修         |

試合は阪急が1回にマルカーノの適時打で1点、2回に中沢、今井雄、簑田浩二の適時打で4-0とし早々に安田をKO。さらに2番手井原からも5回に簑田の三塁打をきっかけに1点を追加。
ヤクルトは6回表、船田の遊撃ゴロを二塁走者永尾泰憲が頭脳的な走塁で大橋の失策を誘い無死満塁にしたのを足掛かりに、若松の適時打、大杉・マニエルの内野ゴロ、杉浦の適時打で1点差に詰め寄る。
9回表ヤクルトは、一死から水谷新太郎が安打で出塁。ヤクルトベンチは西井哲夫の代打に伊勢孝夫を送り、水谷に盗塁のサインを送った。スコアリングポジションにランナーを進めて伊勢の打棒に懸ける作戦をとった
しかし水谷は盗塁死となり2死。しかし伊勢が内野安打で出塁。ここで上田監督が投手交代のためマウンドへ向かうが、今井雄は続投を志願する。上田はこれを受け入れ、続投を決断する。続く打者はヒルトン。打席ではホームランを狙いストレートに球を絞っていた。中沢はこれを見越して今井にカーブを投げさせるが、ヒルトンが左翼ラッキーゾーンに飛び込む逆転2点本塁打を打ち、ヤクルトが6-5と逆転する。
ヤクルトは9回裏にエース松岡を投入し逃げ切りを図る。阪急は先頭の代打・河村健一郎が安打で出塁、次打者福本が一ゴロに倒れ、走者福本が一塁に残る。次の簑田の打席で福本が盗塁を試みるが、松岡がクイックモーションで投じ、これを受けた大矢が矢のような送球で福本の盗塁を刺してツーアウト。そして最後の打者簑田を打ち取りゲームセット。5点差を逆転したヤクルトがシリーズの流れを一変させる大きな1勝を手にした。
このときリリーフ準備していた山田は今井雄の続投を「上田さんの失敗。これがシリーズ敗戦の伏線になった」と評し、上田自身も「このシリーズで最も悔やまれる試合。（リリーフ予定だった）山田ならあそこで絶対打たれなかった。9割の安定があるのになぜ一か八かに賭けたのか」と振り返っている。ヒルトンの一発は、上田監督を始め、双方の選手たちからも「1球で流れがガラッと変わった」などと評される。
これまで上田は投手交代の時は、先に球審に交代を告げた後にマウンドに行くことにしていた。しかし、この時だけは先に今井のもとに寄り、先に気持ちを聞いたこと、他の選手達の「雄ちゃんでいきましょう」という声があったことで、普段なら選手の声で迷うことはないが、このときは休養した負い目もあって非情になり切れなかった。加えて「これだけ野手が一生懸命言ってきているということは、勝てば一気にチームが勢いに乗るだろう」という計算もあったと、決断が緩んだことを悔やんでいた。
公式記録関係（日本野球機構ページ）

### 第5戦
10月19日：阪急西宮球場（入場者：18,298人）
|          | 1 | 2 | 3 | 4 | 5 | 6 | 7 | 8 | 9 | R | H  | E |
| -------- | - | - | - | - | - | - | - | - | - | - | -- | - |
| ヤクルト | 2 | 0 | 0 | 0 | 0 | 1 | 0 | 1 | 3 | 7 | 14 | 0 |
| 阪急     | 0 | 0 | 0 | 1 | 0 | 0 | 1 | 1 | 0 | 3 | 5  | 0 |

1. ヤ：梶間（3回2/3）、井原（3回0/3）、小林（0回0/3）、松岡（2回1/3）
2. 急：山田（9回）
3. 勝利：井原（1勝）
4. セーブ：松岡（1勝2S）
5. 敗戦：山田（1勝1敗）
6. 本塁打
ヤ：若松1号ソロ（8回・山田）、大杉2号3ラン（9回・山田）
急：マルカーノ2号ソロ（8回・松岡）
7. 審判
［球審］富澤
［塁審］久保山（一）、岡田和（二）、前川（三）
［外審］谷村（左）、斎田（右）
8. 試合時間：3時間9分

| ヤクルト | ヤクルト | ヤクルト   |
| 打順     | 守備     | 選手       |
| -------- | -------- | ---------- |
| 1        | [二]     | D.ヒルトン |
| 2        | [三]     | 船田和英   |
| 3        | [中]     | 若松勉     |
| 4        | [一]     | 大杉勝男   |
| 5        | [右]     | C.マニエル |
| 6        | [左]     | 杉浦亨     |
| 7        | [捕]     | 大矢明彦   |
| 8        | [遊]     | 水谷新太郎 |
| 9        | [投]     | 梶間健一   |
|          | 投       | 井原慎一朗 |
|          | 投       | 小林国男   |
|          | 投       | 松岡弘     |

| 阪急 | 阪急 | 阪急           |
| 打順 | 守備 | 選手           |
| ---- | ---- | -------------- |
| 1    | [中] | 福本豊         |
| 2    | [左] | 簑田浩二       |
| 3    | [一] | 高井保弘       |
|      | 一   | 加藤秀司       |
| 4    | [二] | B.マルカーノ   |
| 5    | [三] | 島谷金二       |
| 6    | [右] | B.ウイリアムス |
| 7    | [捕] | 中沢伸二       |
|      | 打捕 | 河村健一郎     |
|      | 走遊 | 井上修         |
|      | 打   | 長池徳二       |
| 8    | [遊] | 大橋穣         |
|      | 打   | 藤井栄治       |
|      | 走   | 平林二郎       |
|      | 捕   | 宇野輝幸       |
|      | 打   | 大熊忠義       |
| 9    | [投] | 山田久志       |
|      | 打   | 笹本信二       |

阪急の先発は中4日の山田。ヤクルトの先発は松岡という大方の予想を覆す梶間健一。山田は立ち上がりから不安定な立ち上がりで、ヤクルト打線に初回から捕まり、大杉の2点適時打で先制を許す。一方の阪急は3回までヤクルトの先発梶間にノーヒットに抑えられていたが、4回にようやく梶間を攻略し、2死満塁から2番手井原のワイルドピッチで1点を返す。6回表にヤクルトが、7回裏に阪急がそれぞれ1点を加点。8回表にヤクルトが若松の右越え本塁打で突き放すと阪急もその裏、連日のリリーフとなる松岡からマルカーノが左越え本塁打を放ち4-3。しかし9回表、ヤクルトは松岡の内野安打から作った2死1、2塁で大杉が3ランホームランを放って7-3とした。山口が使えず、山田を最後まで投げさせた阪急とは対照的に、連日の松岡のリリーフが功を奏したヤクルトが先に王手をかけた。
ヤクルトベンチはこの試合をはじめから継投で乗り切る計算だった。前日の試合終了後、この日の先発候補を4人立ててその中からこの日の試合前に小林国男と梶間の2人に絞り梶間の先発を決断した。ヤクルトベンチとしては梶間は阪急の打順が一巡するまで持てばいいと計算していたが、その梶間は4回1死までノーヒットという予想外の好投をし、ヤクルトのその後の継投を楽にした。
公式記録関係（日本野球機構ページ）

### 第6戦
10月21日：後楽園球場（入場者：44,956人）
|          | 1 | 2 | 3 | 4 | 5 | 6 | 7 | 8 | 9 | R  | H  | E |
| -------- | - | - | - | - | - | - | - | - | - | -- | -- | - |
| 阪急     | 0 | 0 | 6 | 0 | 5 | 0 | 0 | 1 | 0 | 12 | 15 | 1 |
| ヤクルト | 0 | 0 | 0 | 1 | 2 | 0 | 0 | 0 | 0 | 3  | 5  | 0 |

1. 急：白石（9回）
2. ヤ：鈴木康（3回）、小林（1回）、西井（5回）
3. 勝利：白石（1勝）
4. 敗戦：鈴木康（2敗）
5. 本塁打
急：中沢1号3ラン（3回・鈴木康）、島谷1号ソロ（5回・西井）、ウイリアムス1号ソロ（5回・西井）、福本2号2ラン（5回・西井）
ヤ：船田2号2ラン（5回・白石）
6. 審判
［球審］斎田
［塁審］谷村（一）、久保山（二）、岡田和（三）
［外審］藤本（左）、山本文（右）
7. 試合時間：3時間35分

| 阪急 | 阪急   | 阪急           |
| 打順 | 守備   | 選手           |
| ---- | ------ | -------------- |
| 1    | [中]   | 福本豊         |
| 2    | [左]右 | 簑田浩二       |
| 3    | [一]   | 加藤秀司       |
|      | 一     | 大隈正人       |
| 4    | [二]   | B.マルカーノ   |
| 5    | [三]   | 島谷金二       |
| 6    | [右]   | B.ウイリアムス |
|      | 左     | 大熊忠義       |
| 7    | [捕]   | 中沢伸二       |
| 8    | [遊]   | 大橋穣         |
| 9    | [投]   | 白石静生       |

| ヤクルト | ヤクルト | ヤクルト   |
| 打順     | 守備     | 選手       |
| -------- | -------- | ---------- |
| 1        | [二]     | D.ヒルトン |
| 2        | [三]     | 船田和英   |
| 3        | [中]     | 若松勉     |
| 4        | [一]     | 大杉勝男   |
| 5        | [右]     | C.マニエル |
| 6        | [左]     | 杉浦亨     |
| 7        | [捕]     | 大矢明彦   |
| 8        | [遊]     | 水谷新太郎 |
|          | 打       | 伊勢孝夫   |
|          | 投       | 西井哲夫   |
|          | 打       | 八重樫幸雄 |
| 9        | [投]     | 鈴木康二朗 |
|          | 打       | 柳原隆弘   |
|          | 投       | 小林国男   |
|          | 遊       | 渡辺進     |
|          | 打       | 山下慶徳   |

第6戦の先発はヤクルトが鈴木康二朗、阪急の先発は白石静生。鈴木康は3回に四球で崩れ、2死満塁から島谷、ウイリアムスの連続適時打を浴び、更に中沢に3ランを打たれこの回6失点。さらに5回には3番手の西井哲夫が島谷、ウイリアムス、福本に計3発を浴び勝負は一方的に。広岡監督は第7戦に備え投手を温存するため西井を最後まで投げさせた。一方ヤクルト打線は白石の前に3点を返すのが精一杯。結局白石が完投勝利。阪急は第2戦を除く5試合で完投を記録した。
公式記録関係（日本野球機構ページ）

### 第7戦
10月22日：後楽園球場（入場者：36,359人）
|          | 1 | 2 | 3 | 4 | 5 | 6 | 7 | 8 | 9 | R | H  | E |
| -------- | - | - | - | - | - | - | - | - | - | - | -- | - |
| 阪急     | 0 | 0 | 0 | 0 | 0 | 0 | 0 | 0 | 0 | 0 | 7  | 0 |
| ヤクルト | 0 | 0 | 0 | 0 | 1 | 2 | 0 | 1 | X | 4 | 10 | 0 |

1. 急：足立（5回1/3）、松本（0回2/3）、山田（2回）
2. ヤ：松岡（9回）
3. 勝利：松岡（2勝2S）
4. 敗戦：足立（1勝1敗）
5. 本塁打
ヤ：大杉3号ソロ（6回・足立）、マニエル3号ソロ（6回・松本）、大杉4号ソロ（8回・山田）
6. 審判
［球審］山本文
［塁審］藤本（一）、谷村（二）、久保山（三）
［外審］富澤（左）、前川（右）
7. 試合時間：4時間7分

| 阪急 | 阪急 | 阪急           |
| 打順 | 守備 | 選手           |
| ---- | ---- | -------------- |
| 1    | [中] | 福本豊         |
| 2    | [左] | 簑田浩二       |
|      | 投   | 山田久志       |
| 3    | [一] | 加藤秀司       |
| 4    | [二] | B.マルカーノ   |
| 5    | [三] | 島谷金二       |
| 6    | [右] | B.ウイリアムス |
| 7    | [捕] | 中沢伸二       |
|      | 打   | 高井保弘       |
|      | 捕   | 宇野輝幸       |
|      | 打   | 河村健一郎     |
| 8    | [遊] | 大橋穣         |
|      | 打左 | 大熊忠義       |
| 9    | [投] | 足立光宏       |
|      | 投   | 松本正志       |
|      | 打   | 長池徳二       |
|      | 走遊 | 井上修         |

| ヤクルト | ヤクルト | ヤクルト   |
| 打順     | 守備     | 選手       |
| -------- | -------- | ---------- |
| 1        | [二]     | D.ヒルトン |
| 2        | [三]     | 船田和英   |
| 3        | [中]     | 若松勉     |
| 4        | [一]     | 大杉勝男   |
| 5        | [右]     | C.マニエル |
| 6        | [左]     | 杉浦亨     |
| 7        | [捕]     | 大矢明彦   |
| 8        | [遊]     | 水谷新太郎 |
| 9        | [投]     | 松岡弘     |

### 試合経過
ヤクルトは3度の登板がいずれも勝利に結びついている松岡、一方の阪急は第3戦完封の足立。足立は3日前にひざにたまっている水を抜いてこの試合に臨んだ。
ヤクルトは5回裏、ヒルトンの適時内野安打でヤクルトが先制、足立のシリーズ連続無失点記録は25イニングでストップした。
迎えた6回裏、1死から大杉が足立の投じた内角シュートをすくい上げ左翼ポール際へ大飛球を放つ。打球はポールのかなり上空を通過したため、ビデオ判定のない時代で判断は難しかった。一塁ベンチで見ていた大矢明彦もどちらか判断が出来なかったという。打たれた足立は後年、『読売新聞』の取材に対し「『しもたっ』と思ったが、ヤクルトのベンチを見ると、全員が飛び出した後にすぐ引っ込んだ。『よっしゃ、ファウルや』と思った」と述べている。しかしレフトの線審富澤宏哉の判定はホームラン。富澤は場内マイクで「ポールの上を通過したのでホームラン」と説明したが、ビデオを見た阪急側が反論。ポールの一番近くで守っていたのは左翼手・簑田浩二。守備の名手である簑田は、大杉の強烈な打球に備えて全神経を集中し、大飛球が飛んできた瞬間にファウルと確信した。簑田は「プロの外野手なら打者が打った瞬間に、感覚で分かる。一応、ボールを追っていってその行方を見ると、ボールはポールの看板を横切ってファウルになった。よかったと思って線審を見たら、腕を回しているんです。『どうして?』と思って僕はすぐに抗議に行った。すると線審は『ポールの上をボールが巻いていった』と説明するんです。それで僕は線審に反論した。『あんた、嘘言ってる』と」。抗議権は監督にしかないものの、納得できない簑田は線審に詰め寄り「ポールの真下にいたあんたはボールの行方を正確に判断することはできない」と主張。上田監督もすぐに参戦し、左翼ポール下の富澤の元まで行き、「ポールの外だからファウル」と猛抗議。阪急の野手達も応戦し、審判団と梶本隆夫投手コーチ含む阪急首脳陣を交えて協議を続け、阪急側と審判団の話し合いは次第に怒号まじりになった。上田監督は選手たちに「我々はこの日のために、2月からほぼ一年かけて頑張ってきた。だからファウルをホームランと言われて黙って引き下がるのは選手に申し訳ない」と言った。これを聞いた選手は「僕らも監督に付いていこう」と改めて思ったという。上田監督は全選手をベンチへ引き上げさせたが、阪急の選手たちも徹底抗戦を決め込んでいたという。簑田は「長過ぎる中断になってファンには申し訳ない気持ちがあったけど、僕らにとっては土壇場の重大なジャッジですから。監督が選手たちに向かった『ベンチに引き揚げろ』と言った時、そりゃそうだと思いました。一時は僕だって放棄試合になっても仕方ないと考えてたんです。激昂する監督を選手は止めようともしない。それだけ怒りが込み上げる酷いジャッジだったんです」と述べている。抗議が長引くと判断した球審の山本文男は、仲裁のためレフトに向かった。山本と上田は広島カープ時代に同じ釜の飯を喰った仲で、気安さもあり、上田の抗議は山本球審に向けられた。当時のプロ野球は6人の審判がそれぞれに持ち場付近のプレーをジャッジするシステムで、線審がホームランと判定したら、基本的には球審でもそれを覆すことはできず、審判全員で判定を協議するという慣習はなかった。上田は盛んにファウルを主張するが、線審富澤は「ポールを巻いた。ホームランだ」と譲らず。山本球審も苦しい立場で、線審がホームランと言っている以上、球審が判定を覆す権限がなく、山本球審は「このまま中断が長引けば没収試合になり、観客への入場料返還などで大問題になる」などと上田を説得し、「お客さんも待っているから引き下がってくれ」と頼んだら、上田は「線審を代えてくれれば試合再開に応じる」と言った。これは公認野球規則9.02(d)の規定により、病気や負傷などのやむを得ない場合を除き審判員を変更することは認められないルールであり、山本球審も突っ張るしかなく、上田も引かずで中断が長引いた。再び態度を硬化した上田監督は、山本球審を両手で突き飛ばすように押すと、静止を振り切りナインにベンチに引き上げるように指示した。51分後、一塁側グラウンド入り口で金子鋭コミッショナー、工藤信一良パシフィック・リーグ会長、鈴木龍二セントラル・リーグ会長が協議。上田監督を呼んだが、上田はここでも「ミスをした富澤線審を交代させたら試合をする」と条件を出した。三首脳は当然突っぱねたが、上田監督は再開を受け入れず三塁側ベンチにこもった。見かねた金子コミッショナーがグラウンドへ来て、「あんた（上田監督）状況を考えてみたまえ。あんたはどうしてもつっぱるのか!?コミッショナーが頭を下げて（頼んで）もダメか!」などと口走る一幕もあった。阪急の球団代表が説得し、ようやく抗議を取り下げた。中断時間は1時間19分（14時54分から16時13分）となり、シリーズ史上最長となった。
中断のあいだ待機させられていた足立は、ひざに水がたまり投げられる状態ではなくなったため降板。新人の左腕松本正志が救援登板するものの、マニエルが松本からソロ本塁打を放ち3-0。福本豊は「東洋大姫路で夏の甲子園で優勝した松本は、速い球を投げていた。1年目は大事に育てる方針だった。それなのに、あの場面で打たれて芽を潰してしまった感じで、大成できなかった」と述べている。阪急は7回から山田が登板。しかし8回裏二死から大杉の2打席連続となる、今度は左中間スタンドに飛び込む本塁打を打ち4-0とする。中断中もキャッチボールで肩を暖めていた松岡は戦意喪失の阪急打線を7安打に抑え完封。最終打者の井上修が遊ゴロに打ち取られた瞬間、ヤクルトの球団創立29年目で球団初の日本一が決定した（試合再開から54分後の17時07分に終了）。
決定の瞬間と同時にスワローズファンがグラウンドに多数乱入して大混乱となるなか、広岡監督以下一部選手にも胴上げが行われた。
この時代のプロ野球人気は相当に高く、この第7戦の視聴率はデーゲームなのに何と平均45.6%、最高61.5%（関東地区）。国民の2人に1人がテレビで第7戦を観ていたことになる。

### 後日譚
第7戦直後、上田監督は辞任を発表。1時間19分の抗議の責任をとる意味もあったが、退任を考えたのはもっと早く、夏場に入院した時で、休んだことで選手に何も言えなくなり、監督の弱気は必ず士気にも影響する、それで俺の監督生活は終わりだな、と思っていたという。簑田は36年後に問題のシーンを振りかえり「あの判定で腰抜けというか、もう終わったという感じだった。自分たちのミスならまだしも、明らかなファウルで流れが変わって怒りをどこに持っていけばいいのか分からない。一度落ちた気持ちはもう戻らなかったんです。上田監督はそれだけの覚悟で長い抗議に挑んでいた。試合の途中で辞任を決意していたようです。それを知った僕らは慰留に努めた。選手で監督を真ん中に囲んで『辞めないでくれ』と。でもやっぱり監督の決意は固かった。真の勝負師だったし、頑固な人でしたからね。それだけあの飛球は重い意味を持っていたんです（中略）今だって当時の判定を修正して欲しいと思っています。あの試合のあの瞬間はいつまで経っても忘れられない」などと述べている。
翌日の『毎日新聞』に「絶対ファウル。30センチぐらいポールの外側を通ってきた」とレフトスタンドで大杉の打球を足に受けた少年の父親の貴重な証言が掲載された。二宮清純は「あのホームランは、多くの選手・関係者が証言しているように、どこからどう見ても後楽園球場のレフトポールの左、すなわちファールだった」と述べている。
福本豊は43年後に問題のシーンを振りかえり、先述の簑田証言とは正反対の話をしており「ポール下に行ったら、ヤクルトのファンも『ファウルだ』と言っていた。"誤審"だったと思うよ。ただ、あの本塁打で負けた、とは思わない。まだ0ー2。抗議を切り上げて試合を再開していたら、阪急が追いついたかも分からない。上田監督の抗議が長すぎた。1時間19分。選手はベンチに引き上げていたんだけど、待っている間に、体が冷えて、闘争本能も冷めてしまった。コミッショナーまでベンチに来て『言うことをきけないのか』なんて怒ってたけど、選手らも『判定が覆ることはないんやから』『はよやろうや』とつぶやきあっていた。上田監督は意地があって引き下がれなかったんだろうけど、選手だった私としては"誤審"で負けたというより、"間延び"して負けたという印象が残る。シリーズ全体としては、第4戦が痛かった。9回に今井雄太郎がヒルトンに逆転2ラン。ミーティングで『ヒルトンはカーブに強い』と伝えられていたのに、カーブを打たれた。ボール球で誘おうとしたと思うんだけど…。5回まで5ー0でリードしていたのに、あの逆転負けはガックリきた。阪急は前年まで日本シリーズ三連覇していて、この年も阪急優位と言われていた。だけど、日本シリーズは怖い。あの第4戦のように、1球で流れがガラッと変わる」などと述べている。
杉浦享は46年後に問題のシーンを振りかえり「自分の打席に備えてベンチから見ていましたけど、僕はファウルに見えました。レフト線審の富澤さんは、第4戦ではライト線審だったから、それで混乱してしまってつい、『ホームランだ』って判定してしまったんじゃないのかな? いずれにしても、運はヤクルトに味方していたと思いましたね」などと述べている。
先発完封した松岡弘は「僕らはね、阪急と違って選手層が薄かった。だからベンチ入りする顔触れだって毎試合ほぼ同じだったんです（笑）。もう気力も体力も限界を超えていたんですよ。しかもシリーズ前から阪急は勝てる相手じゃないという気持ちが少なからずあった。せめて一勝はしようと言ってた連中もいたくらいだったんです。実際、戦ってみたらスキのないチームだった。シーズン中とは比べものにならないほどの緊張が続いて、3勝3敗の状態でしたが心理的には限界まで追い込まれていたんです（中略）とにかく疲労困憊だったから、その前のイニングだったどうやって乗り切ればいいか分からないような状態だった。そんなタイミングであの中断でしょ。僕には予想外の休憩時間がやってきたと思えたんです。抗議が始まった時は気持ちが切れちゃうのが怖かったけど、30分過ぎる頃には『もっとやれ、もっとやれ』と思うようになった。上田監督から『やってらんねえ』なんて声も聞こえてました。僕はゆっくりキャッチボールをしながら英気を養ってたんです。先発投手というのは完投を目標にしなきゃいけないという信念もあった。だから中断がいくら長引いても、僕に任せとけって思ってましたよ。それで試合再開したら、体が動く、動く（笑）。疲労が回復しやすい体だったというのもあって、あの時間は僕にとって貴重な休憩でしたね。たら・ればを言っても仕方ないけど、あの中断がなければ僕は崩れていたかもしれない。7、8、9回のプレッシャーに対して精神的にもたなかった可能性はある（中略）なにより、日本中が関心を持つ試合で自身の集大成を見せることができた。だからあの一試合は僕の人生そのものと言っても過言じゃない」などと述べ、上田監督には改めて敬意を表し「ルール上、判定が覆らないのは上田さんだった分かっていたはず。それでもあの人は野球人生を賭けて抗議に臨んだ。まさに勝負師だと思うし、その行動には感服します。僕が上田さんの立場だったら、いくら確信があってもあそこまでの態度が取れたか分かりません」などと讃えた。
山本球審は36年後に問題のシーンを振りかえり「確かに微妙な打球でした。でも後でビデオを見れば、判定が正しかったかどうかは誰が見ても分かる。そういうことです。今から思えば、線審がポールを巻いたと説明したことで、議論がそこに集中してしまった。結果としてポールを巻いた打球じゃなかった。上田さんが猛反発したのも今となっては分かります（中略）あの試合に関しては後悔ばかりが頭に浮かぶんです。もっとこういう対応をすればよかったと、いまだに思う。どうやっても忘れられない。それだけ大きな試合でした（中略）ヤクルトは勝利に値するチームでした。ヤクルトの選手たちは驚くほどいいプレーを続けていた。特に7試合中4試合も登板した松岡投手はね。私は何度も彼の登板を球審として見ていましたが、あの第7戦ほど素晴らしいピッチングは見たことがなかった。全く驚くほどの球威でした」などと述べている。
1989年にフジテレビ系『プロ野球ニュース』で、上田監督と大杉勝男の対談が実現した。「ビデオ観たら（ホームランとは）違うでしょう?」と上田の問いに、大杉は笑いながら「いや、私のビデオで観ると、これがフェアなんですな。私のビデオは性能がいいものですから」と切り返した。対して上田は「棺桶の中に入ってもあのボールはファウルだった」と主張した。また上田は抗議を続けたのは選手の気持ちを考えてのことだったと述べ、「放棄試合になるということも随分言われたし、この辺が限界だと思った。だが、1時間19分といっても私には長く感じなかった。勝負師としての一瞬だった。野球人生の中でどうやっても忘れられない一戦だった」と語っている。35年後の『週刊ベースボール』の取材では「いまでも軌跡が鮮明に思い浮かぶ。夢に見ることもあるくらいです。ただね、負ける悔しさも時間がたつと薄らいでくる。いまは少しずつ外を外れていった打球もホームランになるんかな、という見方もできるようになりました」と述べた。

## 表彰選手
- 最優秀選手賞：大杉勝男（ヤクルト）
- 敢闘賞：足立光宏（阪急）
- 打撃賞：島谷金二（阪急）
- 最優秀投手賞：松岡弘（ヤクルト）
- 技能賞：デーブ・ヒルトン（ヤクルト）
- 優秀選手賞：若松勉（ヤクルト）

## テレビ・ラジオ中継

### テレビ中継
このシリーズからテレビ中継はセンターカメラ方式になった。
- 第1戦:10月14日
  - フジテレビ≪FNN系列≫ 実況：山田祐嗣 解説：岡本伊三美、豊田泰光 ゲスト解説：山本浩二（広島）、鈴木啓示（近鉄）
- 第2戦:10月15日
  - 日本テレビ≪NNN系列≫ 実況：赤木孝男 解説：山内一弘 ゲスト解説：野村克也（ロッテ、この年のオフに西武へ移籍）
- 第3戦:10月17日
  - 関西テレビ≪FNN系列≫ 実況：塩田利幸 解説：岡本伊三美、荒川博 ゲスト解説：鈴木啓示
- 第4戦:10月18日
  - 関西テレビ≪FNN系列≫ 実況：松本暢章 解説：岡本伊三美、荒川博 ゲスト解説：古葉竹識（広島監督）
  - NHK総合 実況：羽佐間正雄 解説：加藤進、藤田元司
- 第5戦:10月19日
  - 関西テレビ≪FNN系列≫ 実況：塩田利幸 解説：岡本伊三美、荒川博 ゲスト解説：古葉竹識
- 第6戦:10月21日
  - フジテレビ≪FNN系列≫ 実況：盛山毅 解説：岡本伊三美、土橋正幸 ゲスト解説：古葉竹識、鈴木啓示
- 第7戦:10月22日
  - フジテレビ≪FNN系列≫
    - 実況:山田祐嗣 解説：岡本伊三美、豊田泰光 ゲスト解説：鈴木啓示
    - リポーター:盛山毅（ヤクルトサイド）、馬場鉄志（阪急サイド）
- 第7戦の視聴率は日本シリーズ史上最高の平均45.6%、最高61.5%（関東地区）だった。

フジテレビが系列局からのネットではなく、完全自社制作として初めて放映権を獲得したシリーズであった。
第2戦はヤクルト主催・主管試合の放映権を持っていない日本テレビが権利を獲得した。これはヤクルト主管試合が従来の本拠地の神宮が大学野球の関係で開催できず、また当日フジテレビはワールドシリーズ「ヤンキース×ドジャース」第4戦中継を11:15 - 13:30で編成した事 によるもので、後楽園開催になったことによる見返りで主催・主管球団の放映権を持っていない放送局が中継する異例のケースとなった。
その一方で、フジテレビとともにヤクルト主催・主管試合の放映権を持っていたテレビ朝日が権利を獲得できなかった。また、TBSテレビも1975年を最後にヤクルト主催・主管試合の放送から撤退し、阪急主催・主管試合（1974年までの朝日放送・1975年からの毎日放送）もフジテレビ・関西テレビが放送できないときに散発的に放送した程度のため権利を獲得できなかった。

### ラジオ中継
- 第1戦:10月14日
  - NHKラジオ第1 解説：川上哲治、加藤進
  - TBSラジオ（JRN） 解説：牧野茂 ゲスト解説：野村克也
  - 文化放送・ラジオ大阪 解説：別所毅彦、辻佳紀
  - ニッポン放送（NRN） 実況：深澤弘 解説：関根潤三 ゲスト解説：金田正一（ロッテ監督、この年のシーズン終了とともに退団）
  - ラジオ関西ほか（ラジオ関東（現・ラジオ日本）制作） 解説：青田昇、有本義明
- 第2戦:10月15日
  - NHKラジオ第1 解説：鶴岡一人、藤田元司
  - TBSラジオ（JRN） 解説：牧野茂、田宮謙次郎
  - 文化放送（NRN） 解説：別所毅彦、荒川博
  - ニッポン放送・ラジオ大阪 実況：枇杷阪明 解説：近藤和彦 ゲスト解説：鈴木啓示（近鉄）
  - ラジオ関西ほか（ラジオ関東（現・ラジオ日本）制作） 解説：青田昇、有本義明
- 第3戦:10月17日
  - NHKラジオ第1 解説：鶴岡一人、藤田元司
  - TBSラジオ（JRN・毎日放送制作） 実況：三宅定雄　解説：牧野茂、米田哲也
  - 文化放送・ラジオ大阪 実況：戸谷真人　解説：別所毅彦、辻佳紀
  - ニッポン放送（NRN・朝日放送制作） 解説：花井悠 ゲスト解説：佐々木恭介（近鉄）・池谷公二郎（広島）
  - ラジオ関東（現・ラジオ日本） 解説：青田昇、有本義明
- 第4戦:10月18日
  - NHKラジオ第1 解説：鶴岡一人、川上哲治
  - TBSラジオ（JRN・毎日放送制作） 解説：牧野茂、米田哲也
  - 文化放送（NRN・朝日放送制作） 解説：小山正明 ゲスト解説：衣笠祥雄（広島）、鈴木啓示（近鉄）
  - ニッポン放送 実況：深澤弘 解説：土橋正幸、近藤和彦
  - ラジオ大阪 解説：別所毅彦、辻佳紀
  - ラジオ関東（現・ラジオ日本） 解説：青田昇、笠原和夫
- 第5戦:10月19日
  - NHKラジオ第1 解説：加藤進、川上哲治
  - TBSラジオ（JRN・毎日放送制作） 実況：水谷勝海　解説：牧野茂、米田哲也
  - 文化放送・ラジオ大阪 解説：別所毅彦、辻佳紀
  - ニッポン放送（NRN・朝日放送制作） 解説：皆川睦雄 ゲスト解説：水谷実雄（広島）
  - ラジオ関東（現・ラジオ日本） 解説：有本義明、笠原和夫
- 第6戦:10月21日
  - NHKラジオ第1 解説：鶴岡一人、藤田元司
  - TBSラジオ（JRN） 解説：牧野茂 ゲスト解説：野村克也
  - 文化放送・ラジオ大阪 解説：別所毅彦、荒川博
  - ニッポン放送（NRN） 実況：深澤弘 解説：関根潤三 ゲスト解説：村田兆治（ロッテ）
  - ラジオ関西ほか（ラジオ関東（現・ラジオ日本）制作） 解説：青田昇、有本義明
- 第7戦:10月22日
  - NHKラジオ第1 実況：島村俊治 解説：加藤進、川上哲治
  - TBSラジオ（JRN） 実況：渡辺謙太郎 解説：牧野茂 ゲスト解説：野村克也
  - 文化放送・ラジオ大阪 実況：中田秀作 解説：別所毅彦、辻佳紀
  - ニッポン放送（NRN） 実況：枇杷阪明 解説：土橋正幸、近藤和彦
  - ラジオ関西ほか（ラジオ関東（現・ラジオ日本）制作） 解説：青田昇、有本義明